# Charm (Album)
Charm ist ein Jazzalbum der Gruppe Naya Baaz von Rez Abbasi und Josh Feinberg. Die am 18. und 19. November 2021 im Samurai Hotel Studio in New York City entstandenen Aufnahmen erschienen am 12. Mai 2023 auf Whirlwind Recordings.

## Hintergrund
Der in Pakistan geborene und in New York ansässige Gitarrist Rez Abbasi habe sich nie davor gescheut, andere Musikrichtungen oder Instrumente in seinen Jazzstil einzubringen, und zwar nicht nur die musikalischen Traditionen, mit denen er aufgewachsen ist, meint Michael Toland. In Zusammenarbeit mit dem Sitarspieler Josh Feinberg hat er die Gruppe Naya Baaz („neuer Falke“ auf Hindi) mitgestaltet, bei der es darum geht, musikalisch einen interkulturellen Austausch zu schaffen. Das Duo Abbasi/Feinberg spielte das Album zusammen mit der Cellistin Jennifer Vincent und dem Schlagzeuger Satoshi Takeishi ein.

## Titelliste
- Rez Abbasi & Josh Feinberg: Charm (Whirlwind)

1. Introduction 1:01
2. Bekhayal (Without a Thought) 4:20
3. Bhairavi 5:25
4. Chick’s Magnet 4:46
5. Introduction II 1:05
6. No Lack There Of 7:10
7. Charm 6:08
8. Make It So 4:20
9. Introduction III 0:53
10. Emancipation 6:05
11. Reaching 6:42
12. Peony 4:32

Die Kompositionen stammen von Rez Abbasi und Josh Feinberg.

## Rezeption
Nach Ansicht von Michael Toland, der das Album in The Big Takeover rezensierte, basieren die Stücke selbst mehr auf einer melodischen Postbop-Tradition als alles andere und würden eine allzu offensichtliche Hindu-/Jazz-Hybridisierung vermeiden, indem sie die indischen und pakistanischen Einflüsse subtil verwendeten. „Im Wesentlichen mehr Zimt als Zucker.“ Das Endergebnis dieser sorgfältig ausgearbeiteten Zusammenarbeit sei ein Album, das von der Stärke seiner Darbietungen und Kompositionen profitiere und nicht von irgendeinem Genre-Mist, auch wenn es gleichzeitig den Respekt vor den Kulturen wahre, die es prägen. „Charm bewirkt mehr als nur Charme – er blendet.“
Es gebe eine chamäleonhafte Qualität in den Wirbeln der Musik, die sich in dieser Session vermischten, meint Dave Sumner in Bandcamp. Die grundlegenden Einflüsse des Old-School- und Modern Jazz, die klassische Musik Indiens und Südasiens ergänzte die Instrumentierung der Sitar; fünfsaitiges Cello; elektrische und akustische Gitarren und Percussion – all dies beeinflusse alles andere, und die Veränderungen von einem Stück zum nächsten würden sich auf Charm der Stimme des Musikers anpassen, der sie zum Ausdruck bringt. Verschiedene Stimmen existieren sowohl einzeln als auch als Ganzes. Es sei eine faszinierende Methode, die den Zuhörer schon mit den ersten Tönen in ihren Bann ziehe und ihn nie wieder loslasse. Dies sei ungemein bezaubernde Musik, so das Resümee.